# Tomographie par émission monophotonique
 (septembre 2012).
Si vous disposez d'ouvrages ou d'articles de référence ou si vous connaissez des sites web de qualité traitant du thème abordé ici, merci de compléter l'article en donnant les références utiles à sa vérifiabilité et en les liant à la section « Notes et références ».

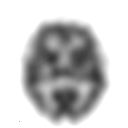
Image dans le plan axial du cerveau obtenue par tomographie d'émission monophotonique utilisant le Tc-99.

La tomographie par émission monophotonique,, en abrégé TEMP, ou même SPECT (de l'anglais : Single photon emission computed tomography), aussi appelée tomoscintigraphie par émission monophotonique, est une technique qui repose sur le principe de la scintigraphie et qui permet d'effectuer des images ainsi que des reconstructions en trois dimensions d'organes et de leur métabolisme à l'aide d'un ensemble de gamma caméras tournant autour du patient.

## Principes

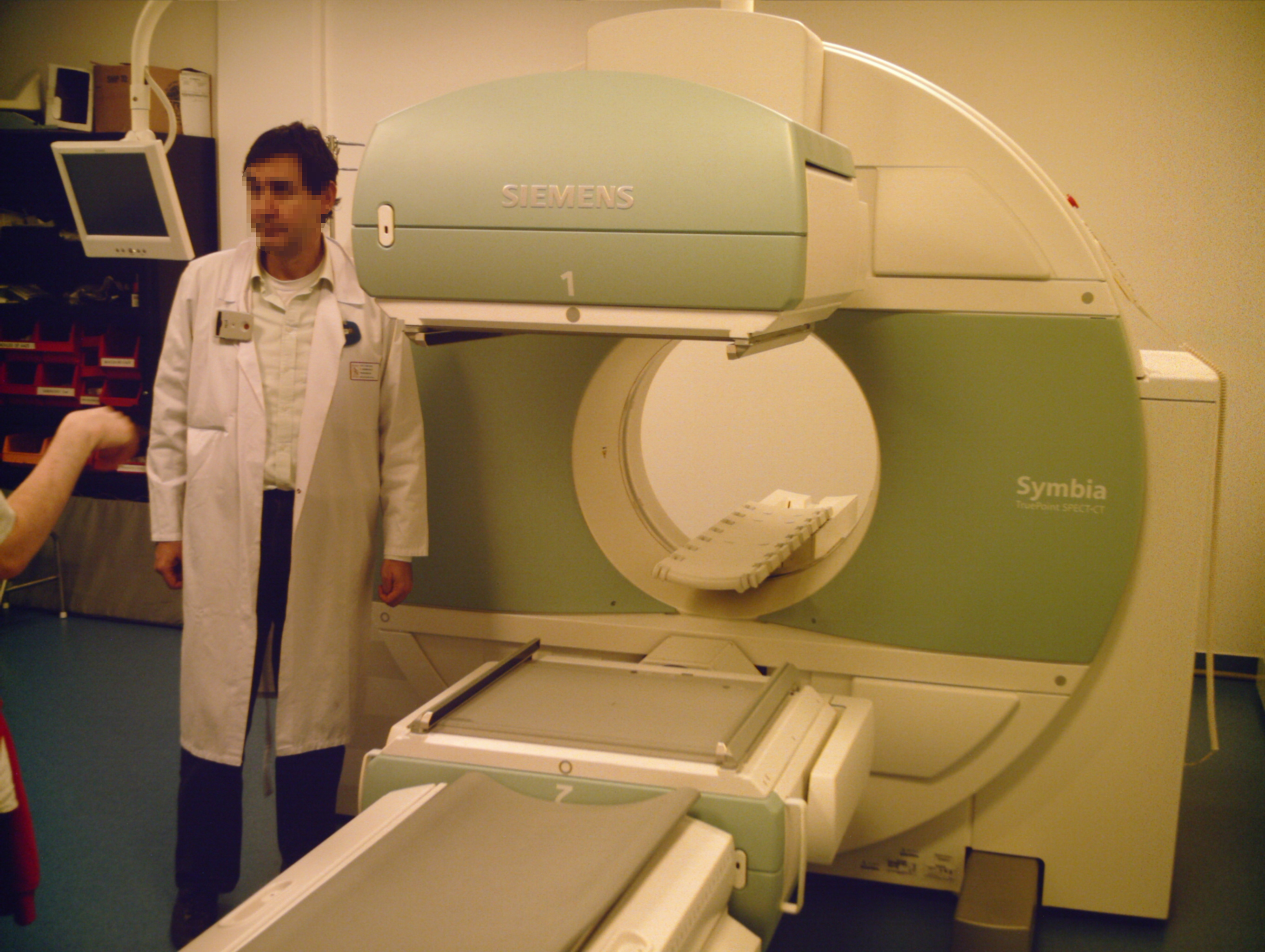
Tomographe d'émission monophotonique.

Pour effectuer une TEMP, il est nécessaire d'injecter préalablement au patient un produit radioactif émetteur de rayonnements gamma (constitués de photons). 
Ce produit appelé radiopharmaceutique est choisi en fonction de ses propriétés chimiques pour se fixer sélectivement dans l'organisme et ainsi mettre en évidence certains processus biologiques.
On réalise l'image de la distribution du radiopharmaceutique à l'aide d'une gamma-caméra tournant autour du patient.
Celle-ci est essentiellement constituée d'un collimateur (permettant la sélection angulaire des photons) et de détecteurs de rayons gamma.
Grâce à un algorithme de reconstruction tomographique, la cartographie tridimensionnelle de l'activité radioactive est estimée et ainsi la distribution du radiopharmaceutique dans l'organisme.
Le principe de la TEMP est assez proche de celui de la tomographie par émission de positons (TEP) dans le sens où il s'agit également d'une tomographie d'émission utilisant un radiopharmaceutique.
Cependant, en TEP on utilise des radiopharmaceutiques émetteurs de positons. Ceux-ci donnent naissance à une paire de photons et il est possible de localiser l'émission grâce à leur détection simultanée. On se passe ainsi de l'usage du collimateur. La TEP est donc en général une modalité plus sensible et plus résolue. Cela dit, la gamme de radiopharmaceutiques disponible en TEMP est bien plus étendue et cette modalité demeure irremplaçable pour de nombreuses applications. Enfin, sa mise en œuvre est bien plus simple que la TEP.
Comme l'émission de ces photons est atténuée en traversant les différents tissus de l'organisme, il est souvent nécessaire de corriger l'activité observée en corrigeant ce phénomène d'atténuation. On peut ainsi obtenir une valeur quantitative de la répartition radiopharmaceutique.

## Applications
Les principales utilisations de la TEMP sont l'imagerie en cancérologie, dans les dysfonctionnements de la thyroïde ou du système lymphatique, la mesure du débit sanguin cérébral ou l'imagerie cardiaque ou osseuse. Dans la recherche en imagerie cérébrale, la TEMP est notamment utilisée pour visualiser l'activité dopaminergique au moyen d'un agoniste marqué à l'iode-123.

### Imagerie de la perfusion myocardique
Grâce à la tomographie d'émission monophotonique du myocarde synchronisé à l'ECG (TEMPS), il est possible d'étudier la fonction ventriculaire et la perfusion du myocarde simultanément.

#### Principe
Une TEMP est réalisée en même temps qu'un électrocardiogramme avec trois électrodes afin de donner une TEMPS.

#### Résultats
Les tomographies obtenues montrent l'état de la perfusion myocardique aux différentes étapes du cycle cardiaque.
Il est possible, grâce à ces résultats, de simuler le mouvement du myocarde en repassant les images en boucle. On peut ainsi étudier sa cinétique globale et régionale ainsi que son épaississement.
L'image obtenue est une « somme d'image » de diverses images synchronisées.

### Imagerie de la perfusion au niveau cérébral
Pour l'étude du fonctionnement du cerveau, le scanner ne donne qu'une image figée. Comme pour l'IRM fonctionnelle, La tomoscintigraphie monophotonique cérébrale permet d'en obtenir une image « fonctionnelle ».

#### Principe
Comme pour n'importe quelle TEMP, on injecte un marqueur radioactif. Le produit le plus souvent utilisé dans le cas du cerveau est l'HmPAO, dont la fixation augmente dans les zones cérébrales dont l'activité est la plus intense (crise d'épilepsie par exemple) et diminue dans les régions moins fonctionnelles. Cette méthode permet donc d'étudier des pathologies telles que la maladie d'Alzheimer, où l'on observe une diminution du flux sanguin due à la neurodégénérescence.

#### Résultats
Grâce à ce procédé, il est possible de repérer des régions du cerveau qui seraient atteintes par une quelconque pathologie, notamment l'épilepsie. En théorie, si la fixation du marqueur diminue dans une zone du cerveau, il s'agirait d'un foyer épileptique. Cependant, les relations entre zones d'hypoactivité et siège réel du foyer sont encore floues.
Et au cours d'une crise d'épilepsie, on pourra observer une activité plus intense au niveau des zones concernées.

#### Inconvénients
Dans le cas d'une crise d'épilepsie toujours, la réalisation d'une TEMP est délicate. Le patient doit être sous surveillance par un médecin et sous EEG. Il faut également avoir le marqueur nécessaire à proximité au moment de la crise.

## Synonymes
- gammatomographie (ou gamma-tomographie)
- tomoscintigraphie monophotonique (tomographie à émission = tomoscintigraphie)